# Köprüsuyu Hanı
Die Karawanserei des Köprüsuyu Hanı gehörte zu den seldschukischen Karawanenstationen der Kesikbeli-Karawanenroute des 13. Jahrhunderts zwischen dem Zentrum der Rum-Seldschuken in Zentralanatolien, Konya, und den Hafenstädten Alanya und Antalya am Mittelmeer. Bereits nördlich des Kargı Hanı am Kreuzungspunkt “At izi” teilte sich die seldschukische Kesikbeli-Karawanenroute in einen westlichen und einen östlichen Zweig. Der Köprüsuyu Hanı lag am westlichen Ast der Route, der parallel zur Küste des Mittelmeeres in Richtung auf Antalya verlief. Er ist heute nicht mehr auffindbar. Er war auch unter der Bezeichnung Belkis Hanı bzw. Köprüsü Hanı bekannt. So verweist u. a. Zeynep Güngörmez auf den Köprüsü Hanı 45 km entfernt von Antalya in Richtung auf Alanya.

## Zur Lage und Geschichte
Von Antalya her kommend war der Köprüsuyu Hanı der erste (bislang bekannte) Rastpunkt in Richtung Konya, zugleich aber auch ostwärts in Richtung auf Alanya. Diese Karawanserei war ein Gebäude auf der rechten Seite des Flusses Köprü Irmağı an der Aksu-Straße im Osten von Antalya. Abgesehen vom Köprüsuyu Hanı wurde auch das antike Theater der Stadt Aspendos/Belkis, nur wenige Kilometer nördlich des Köprüsuyu Hanı gelegen, als Karawanserei während der Seldschukenzeit genutzt. „In dem berühmten Theater sieht man die Spuren der Reparaturen aus der Seldschukenzeit, vor allem im monumentalen Türaufsatz in der Mitte der Fassade und in der dunkelroten, zickzackförmig gemusterten Putzbeschichtung der Fassade. Der wichtigste Grund, warum das als Karawanserei angelegte Bühnengebäude, in dem sich die seldschukischen Sultane aufhielten, bis heute intakt geblieben ist, wird dieser seldschukischen Restaurierung und Schutz zugeschrieben“ (Provinzkulturdirektion Antalya)" (zitiert nach Bakkal 2019).
Nach Mehmet Neşri II, einem der Historiker der Bayezid-Zeit, hat Sultan Ala ad-Din Kai-Qubad I. neben 19 Städten auch Karawansereien, viele Moscheen und Medresen bauen lassen, und die Zahl von Gelehrten, Religiösen und Heiligen hat während dieser Zeit in Anatolien zugenommen. Damals muss auf der Antalya-Seite der Eurymedonbrücke (Köprüpazar Köprüsü) über den Köprü Irmağı ein Han gebaut worden sein. Obwohl man seinen Namen nicht in den Quellen findet, muss die Karawanserei, deren Name man als Köprü Han vermutet, von Ghiyath ad-Din Kai-Chusrau II. gebaut worden sein, der auch die Karawansereien Kırkgöz Hanı, Sarafşa Hanı und Kargı Hanı in der Region Antalya für Unterkunftsbedürfnisse von Verkäufern und Käufern bauen ließ. Auch der Köprü Pazarı (Brückenmarkt) am Samstag, der seit der ersten Hälfte des 15. Jahrhunderts seinen Platz in den Dokumenten hat, wurde damals auf der Antalya-Seite der Brücke etabliert. Um den Übernachtungsbedürfnissen sowohl der Passagiere als auch der Marktbesucher gerecht zu werden, wurde an der Stelle, an der der Markt gegründet wurde, eine Unterkunft gebaut, die wir Köprü Han nennen können. Der entsprechende Markt existierte weiterhin, wo Menschen aus Teke (Antalya), Karahisar-ı Teke (Serik), Alaiye (Alanya) und Hamid (Isparta) bis zur republikanischen Ära einkauften. Die Karawanserei allerdings wurde ihrem Schicksal überlassen. Es ist jedoch bekannt, dass es bis zum Ersten Weltkrieg auf der Westseite der Brücke eine Karawanserei gab. Rudolf Meyer Riefstahl, einer der Professoren des Robert Colleges, unternahm 1929 eine Reise, um türkische Architekturwerke im Südwesten Anatoliens zu begutachten. Als Riefstahl in die Region kam erwähnte er den am Rande des Köprü Çayı (Köprü Irmağı) gelegenen Köprü Han. Heute gibt es keine Spur mehr dort von dieser Karawanserei, und es ist kein anderer Überrest zu sehen als die Ruinen der inzwischen restaurierten „Seldschukenbrücke“ (Eurymedonbrücke/Köprüpazar Köprüsü). Auf der Westseite der Brücke befinden sich an der Stelle des Köprüsuyu Hanı etwa 20 Geschäfte.